# Pierre Bach (peintre)
Pour les articles homonymes, voir Pierre Bach et Bach (homonymie).
Pierre Bach né le 13 octobre 1906 à Toul et mort le 8 juin 1971 à Brando est un peintre français. 

## Biographie
Pierre Bach s'installe en 1930 à la marine d'Erbalunga à Brando (Haute-Corse). De 1930 à 1932, il expose des paysages corses au Salon des indépendants.
Il meurt le 8 juin 1971 à Erbalunga.
Deux peintures à l'huile sur toile, Paysage de Corse et Balagne, Corse (1948), sont conservées au musée d'Art et d'Histoire de Toul.